# Landres (Ardennes)
Pour les articles homonymes, voir Landres.
Landres est une localité de Landres-et-Saint-Georges et une ancienne commune française, située dans le département des Ardennes en région Grand Est.

## Histoire
Elle fusionne avec la commune de Saint-Georges, en 1828, pour former la commune de Landres-et-Saint-Georges. Elle devient le chef-lieu de la nouvelle commune.

## Administration
| Période                                  | Période | Identité | Étiquette | Qualité |
| ---------------------------------------- | ------- | -------- | --------- | ------- |
|                                          |         |          |           |         |
| Les données manquantes sont à compléter. |         |          |           |         |

## Démographie
| 1793 | 1800 | 1806 | 1821 |
| ---- | ---- | ---- | ---- |
| 304  | 428  | 397  | 410  |

Histogramme

(élaboration graphique par Wikipédia)